# Parlamentsvalget i Storbritannien 2017
Det 57. britiske parlamentsvalg blev afholdt den 8. juni 2017.

## Valgresultat
De 650 mandater i Underhuset blev fordelt således mellem partierne. Resultatet fra valget i 2015 står i parentes:
- Det konservative parti (De konservative): 317 medlemmer (331)
- Arbejderpartiet (Labour): 261 medlemmer (232)
- Det skotske nationale parti: 35 medlemmer (56)
- De liberale demokrater (Liberaldemokraterne): 12 medlemmer (8)
- Demokratisk unionistparti (Nordirland): 10 medlemmer (8)
- Sinn Féin (Nordirland): 7 medlemmer (4)
- Det walisiske parti: 4 medlemmer (3)
- Det britiske uafhængighedsparti (UKIP): 0 mandater (1)
- Det grønne parti (De Grønne): 1 medlem (1)
- Det socialdemokratiske arbejderparti (Nordirland): 0 medlemmer (3)
- Ulster unionist parti (Nordirland): 0 medlemmer (2)
- Andre: 1 medlem (1)

## Valg i enkeltmandskredse
Det britiske valg fandt sted i enkeltmandskredse. Mandattallet var blevet en del anderledes, hvis der havde været forholdstalsvalg.
For udvalgte partier betød valgmetoden:
- De konservative havde stemmer til 273 mandater (42,4 procent), de fik 317.
- Labour havde stemmer til 260 mandater (40,0 procent), de fik 261.
- Liberaldemokraterne havde stemmer til 46 mandater (7,36 procent), de fik 12.
- De Grønne havde stemmer til 13 mandater (1,63 procent), de fik 1.
- UKIP havde stemmer til 13 mandater (1,85 procent), de fik 0.